# Dincolo de nori
"Dincolo de nori" (tradução portuguesa: "Para além das nuvens") foi a canção que representou a Roménia no Festival Eurovisão da Canção 1994 que se realizou em Dublin, na Irlanda.
Foi interpretada em romeno por Dan Bittman. Foi a estreia da Roménia no Festival Eurovisão da Canção 1994 e a primeira em que foi utilizada o idioma romeno. Foi a 11.ª canção a ser interpretada na noite do festival, a seguir à canção estoniana "Nagu merelaine", interpretada por Silvi Vrait e antes da canção maltesa ""More than Love, cantada por Chris e Moira. No final da votação, terminou num modesto 21.º lugar, recebendo um total de 14 pontos. Devido à fraca classificação final, Roménia não pariciparia no ano seguinte nem no seguinte, voltando ao Festival Eurovisão da Canção apenas em 1998, com o tema "Eu cred"., interpretado por Mălina Olinescu.

## Autores
- Letra e música: Antonio Furtuna, Dan Bittman
- Orquestrador: Noel Kelehan

## Letra
A canção é uma balada com Bittman dirigindo-se diretamente à sua amante. Ele diz-lhe que ele aceita que ele tivesse errado no passado, mas que com o amor mútuo ele iria ser capaz de tratar melhor dela. Ele canta que "Eu não estou a pedir o perdão de tudo o que fiz/Eu peço um raio de amor que inicie tudo outra vez".

## Versões
Bittman gravou também uma versão em inglês, intitulada "When the love was in".